# Argyrosomus inodorus
Argyrosomus inodorus es una especie de pez de la familia Sciaenidae en el orden de los Perciformes.

## Morfología
Los machos pueden llegar alcanzar los 145 cm de longitud total y 36,3 kg de peso.
Número de vértebras: 25.

## Depredadores
En Sudáfrica es depredado por Triakis megalopterus .

## Hábitat
Es un pez de clima tropical y bentopelágico que vive entre 1-100 m de profundidad.

## Distribución geográfica
Se encuentra en Namibia y Sudáfrica.

## Uso comercial
Se comercializa principalmente fresco y, a veces también, congelado.

## Observaciones
Es inofensivo para los humanos.